# Timothy Costelloe
Timothy John Costelloe SDB (* 3. února 1954, Melbourne) je australský katolický kněz a biskup, od roku 2012 arcibiskup perthský.
Je komturem s hvězdou Řádu Božího hrobu a velkopřevorem jeho místodržitelství v Západní Austrálii.